# 蒂鲁马齐赛
蒂鲁马齐赛（Thirumazhisai），是印度泰米尔纳德邦Thiruvallur县的一个城镇。总人口16286（2001年）。

## 人口
该地2001年总人口16286人，其中男性8263人，女性8023人；0—6岁人口1970人，其中男1063人，女907人；识字率64.01%，其中男性为71.23%，女性为56.57%。